# Hemerobius comorensis
Hemerobius comorensis är en insektsart som beskrevs av Krüger 1922. Hemerobius comorensis ingår i släktet Hemerobius och familjen florsländor. Inga underarter finns listade i Catalogue of Life.